# Marszałki (Srokowo)
Marszałki (deutsch Marschallsheide) ist eine Siedlung in der polnischen Woiwodschaft Ermland-Masuren und gehört zur Gmina Srokowo (Drengfurth) im Powiat Kętrzyński (Kreis Rastenburg).

## Geographische Lage
Marszałki am Jezioro Chochlik liegt in der nördlichen Mitte der Woiwodschaft Ermland-Masuren, 25 Kilometer nordöstlich der Kreisstadt Kętrzyn (deutsch Rastenburg).

## Geschichte
Bis 1945 hieß die Region um die kleine Forstsiedlung so wie diese „Marschallsheide“ und war das größte Waldgebiet hier nahe dem Masurischen Kanal (polnisch Kanał Mazurski).
Die vor 1785 Cremitsche Heide, nach 1785 Marschals Heide und nach 1871 Marschallheide genannte einstige Försterei wurde 1877 in den Amtsbezirk Jäglack (polnisch Jegławki) im ostpreußischen Kreis Rastenburg eingegliedert. Der kleine Ort zählte 1885 lediglich 43 Einwohner, 1905 waren es noch 28, und 1910 wurden 54 registriert.
Am 17. August 1915 wurde der benachbarte Gutsbezirk Leitnerswalde (polnisch Osikowo) nach Marschallsheide eingegliedert, und am 30. September 1928 kam der Gutsbezirk Marschallsheide zur Landgemeinde Wolfshagen (polnisch Wilczyny).
In Kriegsfolge kam Marschallsheide 1945 mit dem gesamten südlichen Ostpreußen zu Polen und erhielt die polnische Namensform „Marszałki“. Heute handelt es sich um eine „Osada leśna“ (= „Waldsiedlung“) innerhalb der Landgemeinde Srokowo (Drengfurth) im Powiat Kętrzyński (Kreis Rastenburg), bis 1998 der Woiwodschaft Olsztyn, seither der Woiwodschaft Ermland-Masuren zugehörig.

## Kirche
Bis 1945 war Marschallsheide in die evangelische Pfarrkirche Drengfurth in der Kirchenprovinz Ostpreußen der Kirche der Altpreußischen Union sowie in die katholische Kirche St. Katharina Rastenburg im damaligen Bistum Ermland eingepfarrt.
Heute gehört Marszałki zur katholischen Pfarrei Srokowo mit der Filialkapelle Drengfurth im jetzigen Erzbistum Ermland, außerdem zur evangelischen Kirche Srokowo, einer Filialkirche der Johanneskirche Kętrzyn in der Diözese Masuren der Evangelisch-Augsburgischen Kirche in Polen.

## Verkehr
Marszałki liegt an einer Nebenstraße, die von Wilczyny (Wolfshagen) nach Guja (Groß Guja) – bereits in der Stadt- und Landgemeinde Węgorzewo (Angerburg) gelegen – führt. Außerdem enden zwei von der polnisch-russischen Staatsgrenze herkommenden Straße in Marszałki: von Brzeźnica (Birkenfeld) über Bajory Wielkie (Groß Bajohren, 1938 bis 1945 Großblankenfelde) bzw. von Wyskok (Friedenshof) über Mazurkowo (Masurhöfchen).
Eine Bahnanbindung besteht nicht.